# Ferenc Toldy

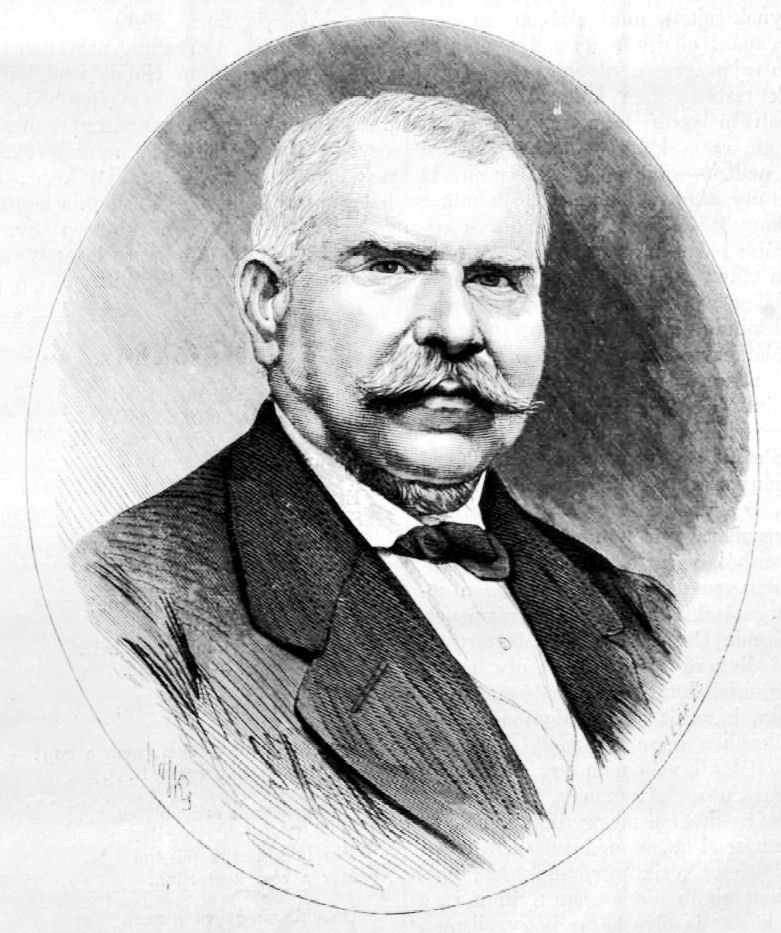
Ferenc Toldy

Ferenc Toldy (ursprünglich Franz Karl Joseph Schedel) (* 10. August 1805 in Ofen; † 10. Dezember 1875 in Budapest) war ein deutschstämmiger ungarischer Literaturhistoriker.

## Leben
Seine Eltern, der königliche Beamte Franz Schedel und seine Frau Josepha Thalherr, schickten ihn für ein Jahr in die Stadt Cegléd, wo er das ungarische Gymnasium besuchte und die ungarische Sprache erlernte.
Toldy studierte Medizin, praktizierte dann einige Zeit als Bezirksarzt in Pest, wandte sich aber bald ganz der Literatur zu, in der er schon früh (hauptsächlich mit Übersetzungen) zu wirken begonnen hatte.
Nach einer Reise, die ihn nach Berlin, London und Paris führte, 1830 zurückgekehrt, wurde er Mitglied der ungarischen Akademie und 1835 auch deren Sekretär. Dieses Amt bekleidete er bis 1861. Von 1833 bis 1844 lehrte er als außerordentlicher Professor der Diätetik an der Pester Universität. 1836 gehörte er zu den Gründungsmitgliedern der Kisfaludy-Gesellschaft. Von 1843 bis ein Jahr vor seinem Tod war er Direktor der Universitätsbibliothek Budapest. 1861 erhielt er die Professur der ungarischen Literatur an der Hochschule zu Pest.
Seine Hauptwerke sind: Handbuch der ungarischen Poesie (Pest 1828), durch welches die ungarische Dichtung zum ersten Mal in umfassenderer Weise in die deutsche Literatur eingeführt wurde; dann in ungarischer Sprache die unvollendete Geschichte der ungarischen Nationalliteratur (Pest 1851–53) und Geschichte der ungarischen Dichtung: von d. ältesten Zeiten bis auf Alex. Kisfaludy (Pest 1854; deutsch von Steinacker, 1863).
Nach ihm ist das berühmte Budapester Toldy-Ferenc-Gymnasium im Budaer Burgviertel (Vár) benannt, das ursprünglich ein Hauptrealgymnasium war.
Ende September 1829 hielt er sich für einen Tag in Nürnberg auf und besuchte dort Kaspar Hauser, worüber er einen kurzen Bericht verfasste.